# اکس‌کلک
اکس‌کلک (به انگلیسی: xcalc) یک نرم‌افزار ماشین‌حساب روصفحه‌ای برای سیستم پنجره‌ای اکس است. از این ماشین‌حساب می‌توان هم در حالت عادی جبری و هم به صرت نشانه‌گذاری لهستانی معکوس استفاده کرد. نسخه‌های اولیه این ماشین‌حساب یک خط‌کش محاسبه هم داشتند، اما این قابلیت در نسخه X11R4 برداشته شد که این نسخه در سال ۱۹۸۹ منتشر شده بود. برنامه sliderule در سیستم‌عامل‌های بی‌اس‌دی وجود دارد، مبتنی بر همان قابلیتی است که در xcalc وجود داشت.